# 安達松治郎
安達 松治郎（あだち まつじろう、1873年（明治6年）3月28日 - 1947年（昭和22年）6月11日）は、三重県三重郡（現在の四日市市富洲原地区）富洲原町長。正七位を授与された。三重郡朝日村縄生区出身。第5代三重郡朝日村長（昭和19年5月27日-昭和21年11月13日の在任期間は2年6か月）。

## 経歴
朝日村地域の安達家の先祖と安達氏の家柄は戦国時代の武士が落人として帰農したものとするルーツが考えられている。江戸時代に庄屋を務めた家柄である。安達松治郎の父である安達伊助は長年にわたり戸長及び収入役を長年に渡り務めた政治家である。母親は『まき』という女性であり、101歳の長寿で1934年（昭和9年）に死去した。生前は北白川宮妃房子内親王より御賓袋の製造を命じられて、母は光栄良俗な人物だった。
1873年（明治6年）3月28日に安達伊助の末子として誕生する。幼少時代に大賀旭川から漢学を学び、その後成長して、青年時代に東京和仏法律学校（現在の法政大学の前身）でフランス語を3年間の期間をかけて学んだ。
東京和仏法律学校卒業後は実業界を志して民間企業に就職して、愛知県名古屋市の大同生命に勤務した。大同生命に勤務していた以前の時期に眞宗生命保険会社を設立していたが、大同生命勤務後に同社に勤務した。
後に実業家としての経済発展の志をあきらめて、官吏となる。1919年（大正8年）に三重郡役所の郡書記となり、1923年（大正12年）に名賀郡長となる。正七位を受勲して、1926年（大正15年）の郡役所廃止と同時に三重県の農会の幹事となる。三重県の農会に常勤して、三重県の農会の副会長となった。三重県農会長の宇佐美氏と協力して三重県の農会と三重郡の農会の発展に貢献した。
1931年（昭和6年）1月に東洋紡績（東洋紡績富田工場）・平田紡績富洲原工場が建設されて、繊維産業の発展による工業化が著しい三重郡富洲原町長に懇望された。最後の三重郡富洲原町長を1931年（昭和6年）1月19日から、1941年（昭和16年）2月11日に富洲原町と四日市市の合併が成立するまで務めた。三重郡の農会の副課長・三重県の養蚕賓行組合の副会長を兼務して、富洲原町の懸案の三重郡富田町・三重郡大矢知村と対等合併する「朝明市」構想を具体化して、新しく旧朝明郡地域を市制に移させる新市建設に努力した。三重郡富洲原町の四日市市への合併後は、第5代三重郡朝日村長（現在の朝日町）長）を1944年（昭和19年）5月27日から1946年（昭和21年）11月13日まで務めた。朝日村長としては終戦前後の混乱期における対策を行った。
昭和22年6月11日死去。享年75。

## 人物
- 趣味は囲碁、俳句（如雪の俳号がある）、読書。
- 参考文献では快活で円満であり社交に優れている評される。